# Красунчик Жест (фільм, 1926)
Красунчик Жест (англ. Beau Geste) — американський пригодницький бойовик режисера Герберта Бренона 1926 року.

## Сюжет
Сюжет стосується коштовного каміння, яке один з братів Жест, Бо, хоче викрасти з його прийомної сім'ї.

## У ролях
- Рональд Колман — Майкл «Бо» Жест
- Ніл Хемілтон — Дігбі Жест
- Ральф Форбс — Джон Жест
- Еліс Джойс — леді Патриція Брендон
- Мері Браян — Ізабель Ріверс
- Ной Бірі — сержант Лежон
- Норман Тревор — майор де Божоле
- Вільям Пауелл — Болдіні
- Джордж Регас — Маріс
- Бернард Сігел — Шварц
- Віктор МакЛаглен — Хенк
- Дональд Стюарт — Бадді